# Эсенбель, Мелих
Мелих Эсенбель (1915 — 27 июля 1995) — турецкий дипломат.

## Биография
Родился в 1915 году в Стамбуле. Окончил галатасарайский лицей, затем Стамбульский университет.
С 1936 года работал в министерстве иностранных дел. В 1937 году был призван в армию. В 1938 году возобновил работу в министерстве. С 1939 года работал в турецком посольстве в Париже. В 1940 году был повышен до третьего секретаря. Получив должность второго секретаря, в 1943 году вернулся в Турцию.
С 1945 году работал в турецком посольстве в Вашингтоне. В 1952 году вернулся в Турцию, работал в министерстве, в 1957 году был повышен до генерального секретаря.
Эсенбель был включён в состав турецкой делегации, которая должна была подписать декларацию о предоставлении Кипра независимости. Подписание должно было пройти в Лондоне. 17 февраля 1959 года самолёт, на котором летели Мелих Эсенбель, премьер-министр Турции Аднан Мендерес и премьер-министр Греции Константинос Караманлис, из-за сильного тумана упал при заходе на посадку в британский аэропорт Гатвик. Всего на борту самолёта находились 8 членов экипажа и 18 членов делегации. В результате авиакатастрофы погибло 14 человек.
С 24 марта по 28 октября 1960 года Эсенбель занимал должность послом Турции в США. С 1 января 1963 по 1 января 1966 — посла в Японии. В период с 1967 года по 1 ноября 1974 повторно являлся послом в США. С 13 ноября 1974 по марта 1975 года занимал должность министра иностранных дел в правительстве Сади Ырмака.
1 апреля 1975 года в третий был назначен послом в США. Находился на этой должности до 14 июля 1979 года. 23 августа 1979 года вышел на пенсию.
Мелих Эсенбель умер 27 июля 1995 года в Стамбуле. У него остались жена Эмине и двое детей.